# Tour de Catalogne 1949
Le Tour de Catalogne 1949 est la 29e édition du Tour de Catalogne, une course cycliste par étapes en Espagne. L’épreuve se déroule sur 10 étapes entre le 18 et le 25 septembre 1949, sur un total de 1 236 km. Le vainqueur final est le Français Émile Rol, devant Miguel Poblet et Robert Desbats.
La principale nouveauté de la course est un passage à Perpignan. C'est la première fois que la "Volta " se rend dans la capitale du Roussillon et le passage de la course est marqué d'émotion pour les exilés qui y vivent. La dernière étape en Andorre est la même que l'édition précédente.
Malgré ses quatre victoires étapes, Miguel Poblet n'a pas pu obtenir la victoire qui revient à Émile Rol, bien soutenu par une bonne équipe, notamment son compatriote Robert Desbats. Il a réussi à garder la tête depuis la 2e étape.

## Étapes
| Étape | Date         | Parcours                          | km    | Vainqueur d’étape    | Leader du classement général |
| ----- | ------------ | --------------------------------- | ----- | -------------------- | ---------------------------- |
| 1e    | 18 septembre | Montjuïc - Montjuïc               | 46,0  | Miguel Poblet (ESP)  | Miguel Poblet (ESP)          |
| 2e    | 18 septembre | Barcelone - Vic                   | 114,0 | Émile Rol (FRA)      | Émile Rol (FRA)              |
| 3e    | 19 septembre | Vic - Figueres                    | 128,0 | Miguel Poblet (ESP)  | Émile Rol (FRA)              |
| 4e    | 19 septembre | Figueres - Perpinyà               | 55,0  | Pierre Roux (FRA)    | Émile Rol (FRA)              |
| 5e    | 20 septembre | Perpinyà - Andorra la Vella (AND) | 175,0 | Robert Desbats (FRA) | Émile Rol (FRA)              |
| 6e    | 21 septembre | Andorra la Vella (AND) - Manresa  | 141,0 | Miguel Poblet (ESP)  | Émile Rol (FRA)              |
| 7e    | 22 septembre | Manresa - Reus                    | 207,0 | Miguel Poblet (ESP)  | Émile Rol (FRA)              |
| 8e    | 23 septembre | Reus - Tortosa                    | 88,0  | Armand Baeyens (BEL) | Émile Rol (FRA)              |
| 9e    | 24 septembre | Tortosa - Vilanova i la Geltrú    | 139,0 | Angelo Menon (ITA)   | Émile Rol (FRA)              |
| 10e   | 25 septembre | Vilanova i la Geltrú - Barcelone  | 143,0 | Bernardo Capó (ESP)  | Émile Rol (FRA)              |

### Étape 1 Barcelone - Barcelone. 46,0 km
|   | Cycliste              | Équipe       | Temps           |
| - | --------------------- | ------------ | --------------- |
| 1 | Miguel Poblet         | Galindo      | 1 h 11 min 57 s |
| 2 | Cipriano Aguirrezabal | Galindo      | m.t.            |
| 3 | Gabriel Saura         | Iberia Radio | m.t.            |

|   | Cycliste              | Équipe       | Temps           |
| - | --------------------- | ------------ | --------------- |
| 1 | Miguel Poblet         | Galindo      | 1 h 11 min 57 s |
| 2 | Cipriano Aguirrezabal | Galindo      | m.t.            |
| 3 | Gabriel Saura         | Iberia Radio | m.t.            |

### Étape 2. Barcelone - Vic. 1114,0 km
|   | Cycliste       | Équipe       | Temps           |
| - | -------------- | ------------ | --------------- |
| 1 | Émile Rol      | Iberia Radio | 3 h 07 min 29 s |
| 2 | Albert Bourlon | Iberia Radio | + 4 s           |
| 3 | Angelo Menon   |              | + 14 s          |

|   | Cycliste       | Équipe       | Temps           |
| - | -------------- | ------------ | --------------- |
| 1 | Émile Rol      | Iberia Radio | 4 h 19 min 26 s |
| 2 | Albert Bourlon | Iberia Radio | + 4 s           |
| 3 | Joaquim Olmos  | Galindo      | + 3 min 14 s    |

### Étape 3. Vic - Figueres. 128,0 km
|   | Cycliste      | Équipe       | Temps           |
| - | ------------- | ------------ | --------------- |
| 1 | Miguel Poblet | Galindo      | 3 h 56 min 12 s |
| 2 | Émile Rol     | Iberia Radio | m.t.            |
| 3 | Juan Gimeno   | Galindo      | + 3 s           |

|   | Cycliste  | Équipe       | Temps |
| - | --------- | ------------ | ----- |
| 1 | Émile Rol | Iberia Radio |       |
| 2 |           |              |       |
| 3 |           |              |       |

### Étape 4. Figueres - Perpinyà. 55,0 km
|   | Cycliste      | Équipe  | Temps           |
| - | ------------- | ------- | --------------- |
| 1 | Pierre Roux   |         | 1 h 46 min 45 s |
| 2 | Angelo Menon  |         | + 23 s          |
| 3 | Miguel Poblet | Galindo | m.t.            |

|   | Cycliste       | Équipe       | Temps        |
| - | -------------- | ------------ | ------------ |
| 1 | Émile Rol      | Iberia Radio |              |
| 2 | Miguel Poblet  | Galindo      | + 5 min 30 s |
| 3 | Robert Desbats | Iberia Radio |              |

### Étape 5. Perpinyà - Andorra la Vella. 175,0 km
|   | Cycliste       | Équipe             | Temps           |
| - | -------------- | ------------------ | --------------- |
| 1 | Robert Desbats | Iberia Radio       | 5 h 44 min 20 s |
| 2 | José Serra Gil | UE Sants - Bertola | + 6 s           |
| 3 | Marcel Buysse  | Gota de Ambar      | + 17 s          |

|   | Cycliste       | Équipe       | Temps            |
| - | -------------- | ------------ | ---------------- |
| 1 | Émile Rol      | Iberia Radio | 15 h 49 min 41 s |
| 2 | Robert Desbats | Iberia Radio | + 3 min 14 s     |
| 3 | Miguel Poblet  | Galindo      | + 6 min 52 s     |

### Étape 6. Andorra la Vella - Manresa. 141,0 km
|   | Cycliste      | Équipe  | Temps           |
| - | ------------- | ------- | --------------- |
| 1 | Miguel Poblet | Galindo | 4 h 06 min 28 s |
| 2 | Angelo Menon  |         | + 4 s           |
| 3 | Pere Sant     | Galindo | + 9 s           |

|   | Cycliste       | Équipe       | Temps            |
| - | -------------- | ------------ | ---------------- |
| 1 | Émile Rol      | Iberia Radio | 19 h 59 min 15 s |
| 2 | Robert Desbats | Iberia Radio | + 3 min 34 s     |
| 3 | Miguel Poblet  | Galindo      | + 3 min 46 s     |

### Étape 7. Manresa - Reus. 207,0 km
|   | Cycliste          | Équipe       | Temps           |
| - | ----------------- | ------------ | --------------- |
| 1 | Miguel Poblet     | Galindo      | 5 h 58 min 41 s |
| 2 | Robert Desbats    | Iberia Radio | m.t.            |
| 3 | Quirino Toccaceli | Wamba        | m.t.            |

|   | Cycliste       | Équipe       | Temps            |
| - | -------------- | ------------ | ---------------- |
| 1 | Émile Rol      | Iberia Radio | 25 h 57 min 56 s |
| 2 | Robert Desbats | Iberia Radio | + 3 min 34 s     |
| 3 | Miguel Poblet  | Galindo      | + 3 min 46 s     |

### Étape 8. Reus - Tortosa. 88,0 km
|   | Cycliste       | Équipe             | Temps           |
| - | -------------- | ------------------ | --------------- |
| 1 | Armand Baeyens | Gota de Ambar      | 2 h 08 min 10 s |
| 2 | Senén Mesa     | Bertola            | m.t.            |
| 3 | José Serra Gil | UE Sants - Bertola | m.t.            |

|   | Cycliste       | Équipe             | Temps            |
| - | -------------- | ------------------ | ---------------- |
| 1 | Émile Rol      | Iberia Radio       | 28 h 11 min 41 s |
| 2 | Robert Desbats | Iberia Radio       | + 3 min 34 s     |
| 3 | José Serra Gil | UE Sants - Bertola | + 3 min 39 s     |

### Étape 9. Tortosa - Vilanova i la Geltrú. 139,0 km
|   | Cycliste       | Équipe         | Temps           |
| - | -------------- | -------------- | --------------- |
| 1 | Angelo Menon   |                | 3 h 43 min 17 s |
| 2 | Armand Baeyens | Gota de Ambar  | + 59 s          |
| 3 | José Mateo     | C.C. Barcelone | + 1 min 00 s    |

|   | Cycliste       | Équipe       | Temps            |
| - | -------------- | ------------ | ---------------- |
| 1 | Émile Rol      | Iberia Radio | 31 h 57 min 16 s |
| 2 | Robert Desbats | Iberia Radio | + 3 min 34 s     |
| 3 | Miguel Poblet  | Galindo      | + 3 min 46 s     |

### Étape 10. Vilanova i la Geltrú - Barcelone. 143,0 km
|   | Cycliste      | Équipe       | Temps           |
| - | ------------- | ------------ | --------------- |
| 1 | Bernardo Capó | Iberia Radio | 4 h 03 min 50 s |
| 2 | Miguel Poblet | Galindo      | + 10 s          |
| 3 | Manuel Folch  |              | m.t.            |

|   | Cycliste       | Équipe       | Temps            |
| - | -------------- | ------------ | ---------------- |
| 1 | Émile Rol      | Iberia Radio | 36 h 01 min 16 s |
| 2 | Miguel Poblet  | Galindo      | + 3 min 46 s     |
| 3 | Robert Desbats | Iberia Radio | + 3 min 46 s     |

## Classement final
| Pos. | Cycliste                    | Équipe             | Temps            |
| ---- | --------------------------- | ------------------ | ---------------- |
| 1    | Émile Rol (FRA)             | Iberia Radio       | 36 h 01 min 16 s |
| 2    | Miguel Poblet (ESP)         | Galindo            | + 3 min 46 s     |
| 3    | Robert Desbats (FRA)        | Iberia Radio       | + 3 min 46 s     |
| 4    | Alex Close (BEL)            | Gota de Ambar      | + 5 min 30 s     |
| 5    | Fermo Camellini (ITA)       | Iberia Radio       | + 5 min 31 s     |
| 6    | Settimio Simonini (ITA)     | Wamba              | + 7 min 03 s     |
| 7    | José Serra Gil (ESP)        | UE Sants - Bertola | + 8 min 18 s     |
| 8    | Ezio Cecchi (ITA)           | Wamba              | + 8 min 19 s     |
| 9    | Mateu Alemany Enseñat (ESP) |                    | + 11 min 02 s    |
| 10   | Antonio Gelabert (ESP)      | Iberia Radio       | + 13 min 07 s    |

## Classements annexes
| Pos. | Cycliste         | Équipe          | Points |
| ---- | ---------------- | --------------- | ------ |
| 1    | Joaquim Filba    | Galindo         | 33     |
| 2    | Juan Espín       | U.C. Hospitalet | 24     |
| 3    | Antonio Gelabert | Iberia Radio    | 14     |

| Pos. | Équipe       | Temps             |
| ---- | ------------ | ----------------- |
| 1    | Iberia Radio | 108 h 13 min 05 s |
| 2    | Wamba        | + 28 min 28 s     |
| 3    | Bertola      | + 1 h 11 min 16 s |